# Li Yuan-tsu
Li Yuan-tsu, né le 24 septembre 1923 dans le xian de Pingjiang et mort le 8 mars 2017 à Toufen, est un homme politique taïwanais.
Il est ministre de l'Éducation de 1974 à 1978, ministre de la Justice de 1978 à 1984, secrétaire général de la Présidence de 1988 à 1990  et vice-président de Taïwan de 1990 à 1996.